# Carex minxianensis
Carex minxianensis är en halvgräsart som beskrevs av S.Yun Liang. Carex minxianensis ingår i släktet starrar, och familjen halvgräs. Inga underarter finns listade i Catalogue of Life.